# Гетто в Иванове (Брестская область)
Гетто в Ива́нове (конец марта 1942 — 27 сентября 1942) — еврейское гетто, место принудительного переселения евреев города Иваново Брестской области и близлежащих населённых пунктов в процессе преследования и уничтожения евреев во время оккупации территории Белоруссии войсками нацистской Германии в период Второй мировой войны.

## Оккупация Иванова и создание гетто
К 1939 году в Иванове (с пол. — «Янов Полески», бел. Іванава, местное название Яно́ва, Я́ново) жили около 5000 человек, половину из которых составляли евреи.
В период между мировыми войнами в этом регионе были сильные антисемитские настроения, сохранившиеся и при советской власти. Лозунгом тех дней было «пол. Zidze do Palestini» («Евреи — в Палестину!»).
В 1939 году беженцы-евреи, убегающие от немецких войск, заполнили город. Они рассказывали о зверствах со стороны немцев, но им не верили, думая, что они просто хотят разжалобить местное население, потому что потеряли своё жильё.
Иваново было оккупировано немецкими войсками 27 июня 1941 года, и оккупация длилась более трёх лет — до 16 июля 1944 года.
Над евреями безнаказанно издевались. Габбая синагоги, старого и больного Мойше Довида Высоцкого, группа немецких солдат окружила на улице и заставила чистить им ботинки и мыть их велосипеды. Затем они отрезали ему бороду, старик задыхался от ужаса, — и это очень веселило немецких солдат.
Затем всем евреям приказали сбрить бороды, и набожные евреи считали этот день днём траура. Какое-то время некоторые мужчины даже предпочитали оставаться в домах, чем бриться или пытались носить носовые платки, чтобы закрывать свои лица, но им пришлось смириться.

### Убийства в июле-августе 1941 года
Немцы очень серьёзно относились к возможности еврейского сопротивления, и поэтому в первую очередь убивали в гетто или ещё до его создания евреев-мужчин в возрасте от 15 до 50 лет — несмотря на экономическую нецелесообразность, так как это были самые трудоспособные узники. Поэтому первая «акция» (таким эвфемизмом гитлеровцы называли организованные ими массовые убийства) в Иванове произошла уже в начале июля 1941 года. Нацисты мобилизовали мужчин-евреев (в основном балагул (извозчиков) и ремесленников) с подводами для перевозки грузов. Обоз разделили на две группы. Первая группа вернулась обратно — один из порядочных немцев посоветовал им срочно вернуться назад. Вторую группу евреев после выполнения работы расстреляли.
Вечером 4 августа (по другим данным, 5 августа) 1941 года была проведена ещё одна «акция». Иваново окружили полицейские и немцы. Местная полиция под руководством нескольких немецких офицеров собрала мужчин-евреев и согнала их на рыночную площадь возле церкви. Их заставили стоять на коленях всю ночь, затем приказали танцевать, петь и совершать другие унижающие действия. Их избивали, а рано утром во вторник 5 августа им без объяснений приказали идти домой — как оказалось, расстрельная команда где-то задержалась.

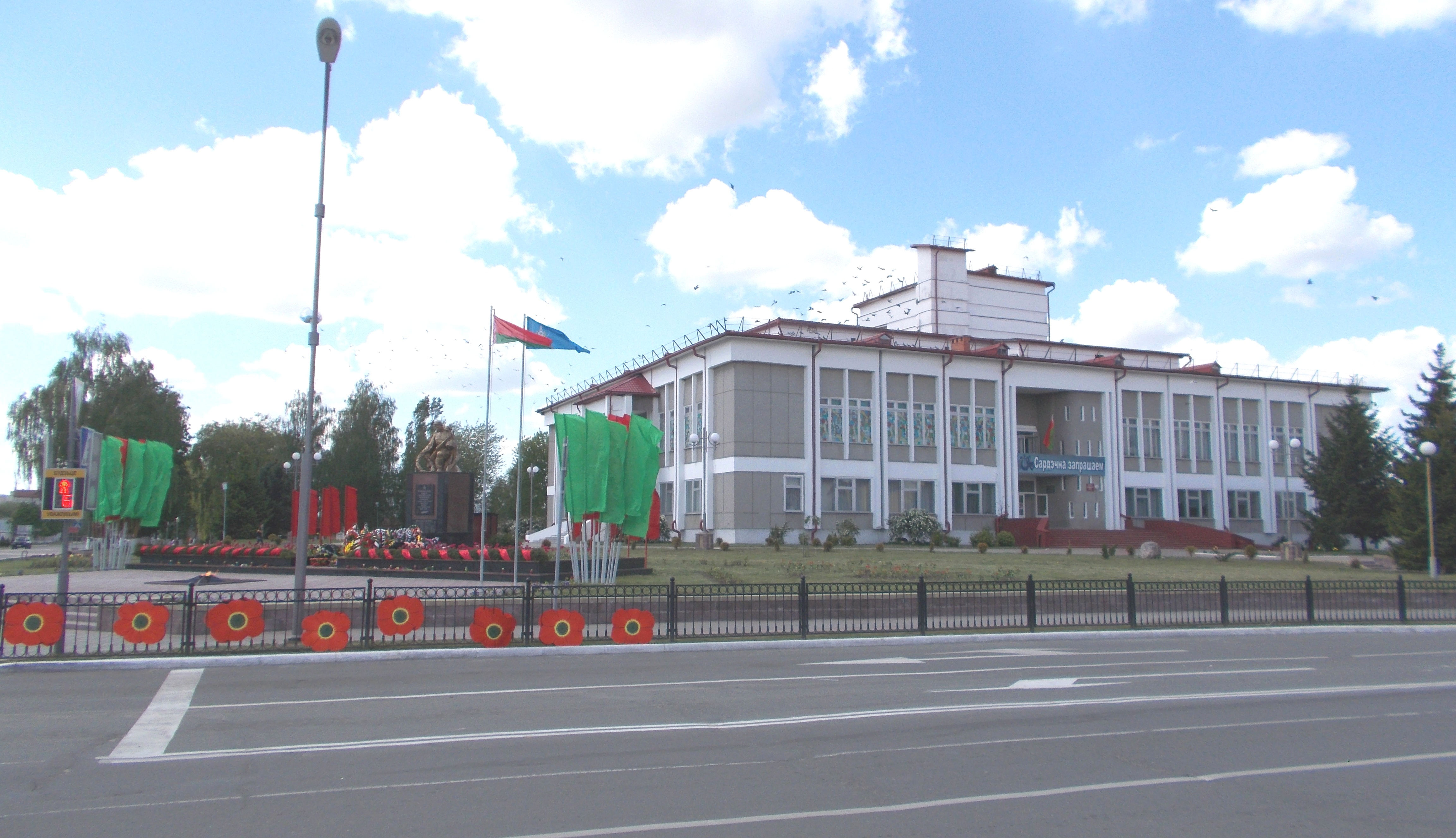
Вид на бывшее гетто в Иванове — квартал за зданием Дома культуры (площадь Октября, 2)

Затем в городе появились немецкие солдаты на лошадях. Они ехали по тротуару, заглядывали в окна домов, и если замечали мужчину-еврея через окно, то спешивались и хватали его. Так подразделение СС, прибывшие в город под видом комиссии Красного Креста, и местные полицаи провели облаву, а тех, кто пытался спрятаться или убежать, убивали на месте. Часть евреев в этот день работала на поле — кто-то сообщил об этом карателям, немцы окружили мужчин и погнали их как скот на рыночную площадь.
Через несколько часов более 400 (380) евреев-мужчин в возрасте старше 16 лет окружили и начали избивать на глазах их родных. Одна женщина вцепилась в своего мужа, когда эсэсовец пытался его увести, — обоих застрелили на глазах их детей. Затем их поделили на три группы по физическому состоянию, построили в три колонны и погнали из города. Некоторых убили уже в городе, а оставшихся погнали на окраину города, избивая по дороге. Немцы на лошадях скакали по людям, которые падали от ударов или от слабости. Евреев вывели за город, старых и больных убили возле старого еврейского кладбища, а остальных расстреляли в двух милях в урочище Боровица (Боровичи) (по другим данным, их отвели на 3-4 км за город по шоссе Иваново-Пинск и расстреляли в 100 метрах от шоссе с правой стороны — местность называется Поливка или Горельцы). При расстреле выжил только один человек — Файвел Каплан, который был ранен и притворился мёртвым. По официальным советским данным, в августе 1941 года в урочище Боровица были убиты около 400 человек.
Выявить среди жителей евреев немцам помогала часть местного населения, которые охотно и без принуждения указывали эсэсовцам на еврейские дома, выдавали убежища евреев и евреев, пытавшихся скрыть свою национальность. После проведённых «акций» начались грабежи уцелевших евреев. Некоторые воспользовались горем жён и матерей евреев и обманом обирали женщин, говоря, что их муж или сын прячется и ему нужна еда и одежда.
Нацисты объявили, что евреи обязаны сдать оккупационным властям весь домашний скот.
В это время немцы осуществляли полное уничтожение евреев во всех деревнях возле Иванова. После расстрела евреев в местечке Мотоль несколько человек спаслись и перебрались в Иваново, где вскоре стали узниками уже местного гетто.
Евреям было приказано назначить представителей для формирования юденрата, председателем которого был назначен Альтер Дивинский (пол. Alter Diwinski, возм. Дубинский), который и перед войной был руководителем местной еврейской общины. Юденрат отвечал за организацию еврейской рабочей силы для нацистов и составлял списки людей, которых отправляли в лагеря или с которых собирали разные поборы для немцев. Нацисты издевались над членами юденрата, наказывали их физически по свой прихоти, иногда приказывали еврейской полиции избивать их.
Нарукавную повязку, которую евреев под страхом смерти обязали носить сразу после оккупации, немцы приказали заменить на жёлтый круг на верхней одежде (на груди и спине), а затем — на жёлтую шестиконечную звезду, которую должны были носить все евреи старше 10 лет.
Альтер Дивинский смог оказывать существенную помощь узникам, организовав доставку в гетто еды и лекарств. Впоследствии он был убит нацистами из-за отказа участвовать в «селекции» узников для уничтожения.
После этих «акций» немцы приказали евреям зарегистрироваться для получения пайка, и каждому выдали идентификационную карточку с буквой J, что означало «jude» (еврей). Также евреям запретили собираться даже для религиозных церемоний, но многие с риском для жизни нарушали этот приказ, читая совместные молитвы.

### Создание гетто
Реализуя нацистскую программу уничтожения евреев, немцы создавали гетто почти во всех городах и населённых пунктах Беларуси, где проживало еврейское население. Так и в Иванове в канун еврейской Пасхи (конец марта) 1942 года немцы начали организовывать гетто. Евреям приказали выселиться из своих домов и переселиться в гетто. Перед Пасхой в город прибыл немецкий офицер в коричневой униформе со свастикой и приказал председателю юденрата Алтеру Дивинскому провести его по территории будущего гетто.
Перед переселением евреев власти приказали юденрату выделить рабочих для вкапывания столбов и натягивания колючей проволоки вокруг гетто. Под гетто был выделен район из четырёх кварталов (около 70 одноэтажных домов), в который согнали более 3000 евреев. Гетто находилось в центре Иванова — в домах, прилегавших к Базарной (Рыночной) площади, улице Советской и мельнице, где и до войны проживали евреи. По мере заселения в гетто евреев из близлежащих деревень, условия стали настолько невыносимыми, что нацисты позволили включить в гетто ещё несколько домов. Общее количество узников составило по разным данным от 2 до 3,5 тысяч человек.
Когда евреи заселялись в гетто, «бобики» (так в народе презрительно называли полицаев) на входе проверяли вещи узников и иногда их конфисковывали. Переполненность была ужасающей, в одной комнате сосуществовали до 20 человек. Для хоть какой-то профилактики эпидемий немцы приказали всем евреям — мужчинам и женщинам — побрить головы, что также было ещё одним способом унизить людей.
Гетто было огорожено колючей проволокой, а двое ворот круглосуточно охранялись местной полицией. Узников использовали на принудительных работах. Нацистам пришлось посчитаться с тем, что в местечке из трёх врачей двое были евреями, и в больнице работали врачи-евреи Зальберг и Влодавский.
По разным данным, с учётом евреев из ближних деревень, число узников Ивановского гетто колебалось от 2000 до более 3500 человек.

## Уничтожение гетто
Много узников Ивановского гетто были убиты в июне 1942 года, когда на станцию Бронная гора было доставлено пять эшелонов — в подавляющем большинстве с евреями, и второй эшелон из 46 вагонов привёз обречённых людей со станций Дрогичин, Иваново и Городец (Кобринский район).
Летом 1942 года двое украинских полицейских-садистов, которых называли «номер 13» и «номер 41» по бляхам с номерами на форме, терроризировали гетто, до смерти избивая узников.
В сентябре 1942 года гетто было полностью уничтожено. Организаторами и исполнителями убийств были силы СС, СД, украинские и польские коллаборационисты.
Сразу после Рош а-Шана (еврейского Нового года), в середине сентября 1942 года, в Иваново прибыло большее количество немцев-кавалеристов. На окраине города в деревне Рудск (Рудский сельсовет) по приказу нацистов местные крестьяне заранее выкопали ямы. Германский администратор Лоренц уверил евреев Янова, что рвы будут использоваться в качестве подземных хранилищ для бензина, и что евреи не пострадают, так их работа «существенная для германской экономики».

### Расстрел 26 сентября 1942 года
Все люди в гетто, которые могли работать, были направлены на работы. Вечером 24 сентября всем евреям, которые работали на лесопилке, приказали остаться на ночную работу и принести с собой еды на три дня.
Утром 26 (25) сентября 1942 года гетто было оцеплено полицией. Узников собрали на площади, и вскоре первую колонну евреев под усиленной охраной вывели из гетто к месту расстрела по дороге на деревню Рудск. Колонны выводились до полудня. Уже по дороге многие евреи были убиты, и путь из гетто к рвам был устлан телами.
Место казни находилось в 4 километрах от местечка и в 2 километрах к западу от деревни Рудск и в 200 метрах южнее железной дороги. Узники гетто шли спокойно, матери сильно прижимали к себе детей, влюблённые шли обнявшись.
Возле ям обречённых людей группами заставляли полностью раздеться, спуститься в яму и лечь лицом вниз. Потом их убивали выстрелами в голову из пулемётов и винтовок.
Несколько десятков человек пытались сбежать, но большинство из них были тут же застрелены.
Обувь и одежда убитых после сортировки были отправлены в Германию.
По данным комиссии по расследованию нацистских преступлений, 26 сентября 1942 года в Рудском лесу были убиты около 2000 (1500) евреев.

### Расстрел 27 сентября 1942 года
На следующий день — 27 сентября 1942 года, ликвидация гетто была продолжена. Начались массовые расстрелы на самой территории гетто. Перед убийством евреев также заставляли снять с себя одежду и обувь.
Люди прятались в подвалах, чердаках, подкопах и других тайниках. Нацисты с полицаями облили бензином и подожгли дома в гетто, и сотни людей сгорели заживо. Те, которые пытались избежать пожара, расстреливались. Женщины перебрасывали детей через колючую проволоку — в последней надежде, что их кто-нибудь спасёт, но каратели из оцепления бросали детей обратно в огонь. Тех, которые сдались во время пожара, собрали возле здания юденрата. Из них некоторых живыми бросили в огонь, остальных расстреляли.
Убив евреев в Иванове, айнзатцкоманда пришла на лесопилку и собрала работающих там евреев во внутреннем дворе. Большинство мужчин подчинилось, а многие женщины и дети спрятались и не вышли. Нацисты тщательно обыскали лесопилку, собрали и построили евреев и начали отбор. Мужчин-специалистов оставили, а остальных раздели, увели и убили.
27 сентября были убиты около 1500 узников — в подавляющем большинстве женщины и дети.
Местных жителей заставили перевозить на повозках и хоронить тела узников гетто в Рудском лесу.
В расстрелах принимали участие литовские, латвийские и украинские коллаборационисты.
Оставленных в живых 62 еврея-ремесленника убили в середине октября 1942 года — когда им нашли равноценную замену из местных.
В 1944 году немцы, пытаясь скрыть следы преступлений, заставили советских военнопленных раскапывать расстрельные ямы и сжигать тела ивановских евреев, переложив их брёвнами.

## Случаи спасения и Праведники мира

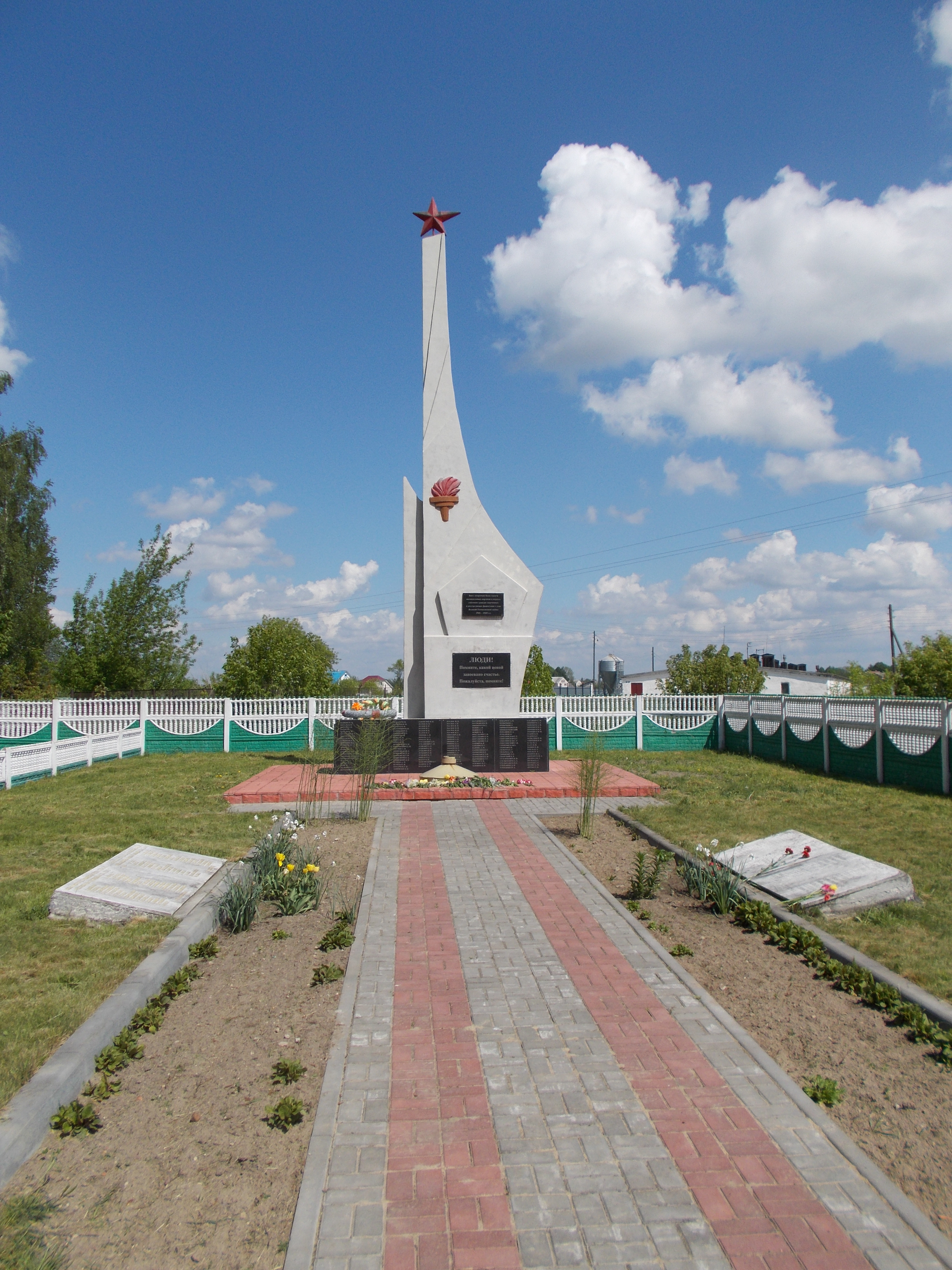
Мемориал в Иванове убитым нацистами евреям, военнопленным и партизанам

Только немногим евреям Иванова удалось бежать и присоединиться к партизанским отрядам. Из гетто всего выжило менее 100 человек.
В лесу возле Иванова какое-то время просуществовал еврейский лагерь из сбежавших — 16 человек, но только один из них выжил после обнаружения их гитлеровцами.
Хану Городецкую вели к месту казни с двумя сыновьями, и когда охранник ударил одного из её детей, она в ярости и швырнула песком в лицо немцу, закричав: «Дети, бегите!» В случившемся замешательстве среди немцев многие попытались сбежать, большинство из них были застрелены, включая Хану и младшего сына, но её старший сын Юдель сумел сбежать, выжил и после войны поселился в Израиле.
Мальчик Гетцель Шустер убегал во время расстрела, но был схвачен старухой-украинкой, которая за волосы потащила его к нацистам. К счастью, у него были короткие волосы, он высвободился и сбежал, тоже выжил и после войны уехал в Израиль.
В Иванове два человека — Лагодич Николай и его жена Феодосия — были удостоены почётного звания «Праведник народов мира» от израильского мемориального института «Яд Вашем» «в знак глубочайшей признательности за помощь, оказанную еврейскому народу в годы Второй мировой войны» за спасение Кацкович Нехемии.

## Память
Всего в Иванове нацистами и их сообщниками были убиты от 3150 до 3500 евреев.
Опубликованы неполные списки убитых ивановских евреев.
Сотрудники государственной комиссии ЧГК отмечали, что «составить именные списки замученных и расстрелянных нацистами не представляется возможным, так как на территории района оккупанты поголовно расстреляли всё еврейское население».
В Иванове установлены три памятника жертвам геноцида евреев — мемориал на месте убийства евреев Иванова и Мотоля в двух километрах от города перед деревней Рудск, мемориал убитым евреям, военнопленным и партизанам на улице Пушкина и символический памятник жертвам местного гетто (в 2022 году).